# Unione Bassa Reggiana
L'Unione Bassa Reggiana è un'unione di comuni nata il 18 dicembre 2008 dalla decisione di sette comuni italiani situati nell'area settentrionale della Provincia di Reggio Emilia, che include principalmente i paesi rivieraschi nonché tutto il Guastallese.
Fanno parte dell'Unione i comuni di Boretto, Brescello, Gualtieri, Guastalla, Luzzara, Novellara, Poviglio e Reggiolo.
L'Unione ha una estensione di oltre 313,61 km² ed una popolazione di circa 70 239 abitanti (anno 2022).
Ha sede nella città di Guastalla, comune più popoloso, già sede vescovile nonché capitale dell'omonimo ducato e capoluogo dell'omonima provincia, poi tramutatasi in circondario fra il 1859 e il 1926. Attualmente è comune capodistretto, sede dell'ospedale distrettuale e del polo scolastico di istruzione superiore. Sino al 2010 è stata sede distaccata di tribunale Archiviato l'8 dicembre 2019 in Internet Archive..
Confina a nord con i comprensori di Viadana e Suzzara (MN), in Lombardia; a sud con l'Unione Val d'Enza, l'Unione Terra di Mezzo e l'Unione Pianura Reggiana; a est ancora con quest'ultima; a ovest con l'Unione Bassa Est Parmense (PR).

## Scopo
Obiettivi primari dell'Unione sono l'integrazione tra i comuni di funzioni quali Servizi sociali, gestione del personale, polizia locale, gare e appalti di fornitura di beni e servizi.

## Territorio
I comuni di Boretto, Brescello, Gualtieri, Guastalla e Luzzara sono bagnati dal fiume Po e sono legati, oltre che dal Po, anche da affinità territoriali, dalla presenza di importanti insediamenti industriali e da vaste zone agricole. I comuni dell'Unione sono accomunati fra loro anche grazie a una importante famiglia principesca italiana che governò per secoli queste terre: i Gonzaga. Nella Bassa Reggiana i Gonzaga dominarono per lunghi anni lasciando segni indelebili come dimore principesche o opere di bonifica che hanno permesso di avviare un’attività agricola fiorente e di conseguenza l’economia.
Il territorio dell'Unione fa parte del Distretto della meccanica di Reggio Emilia e Guastalla.